# Caffeicoltura a Cuba

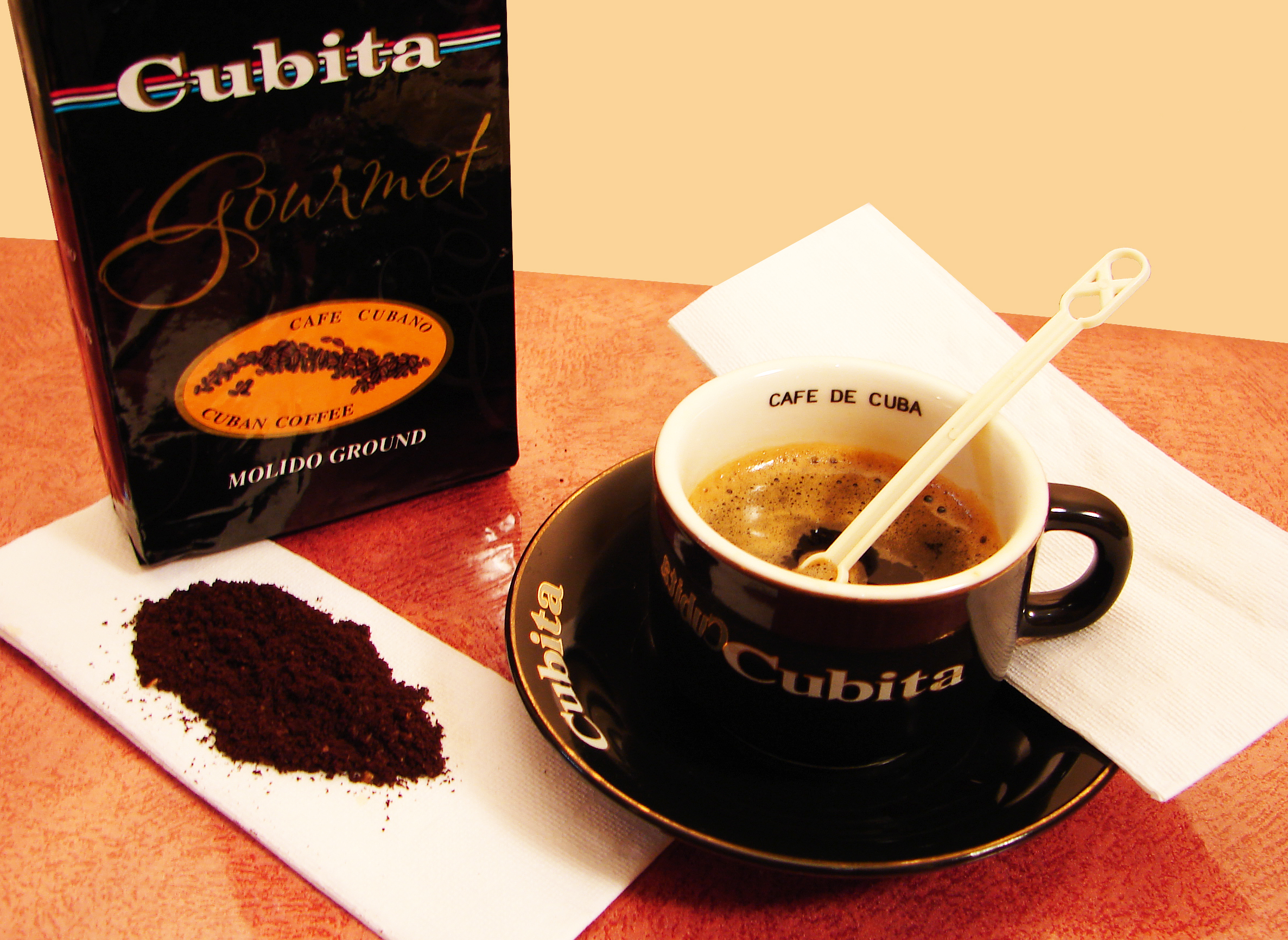
Caffè Cubita

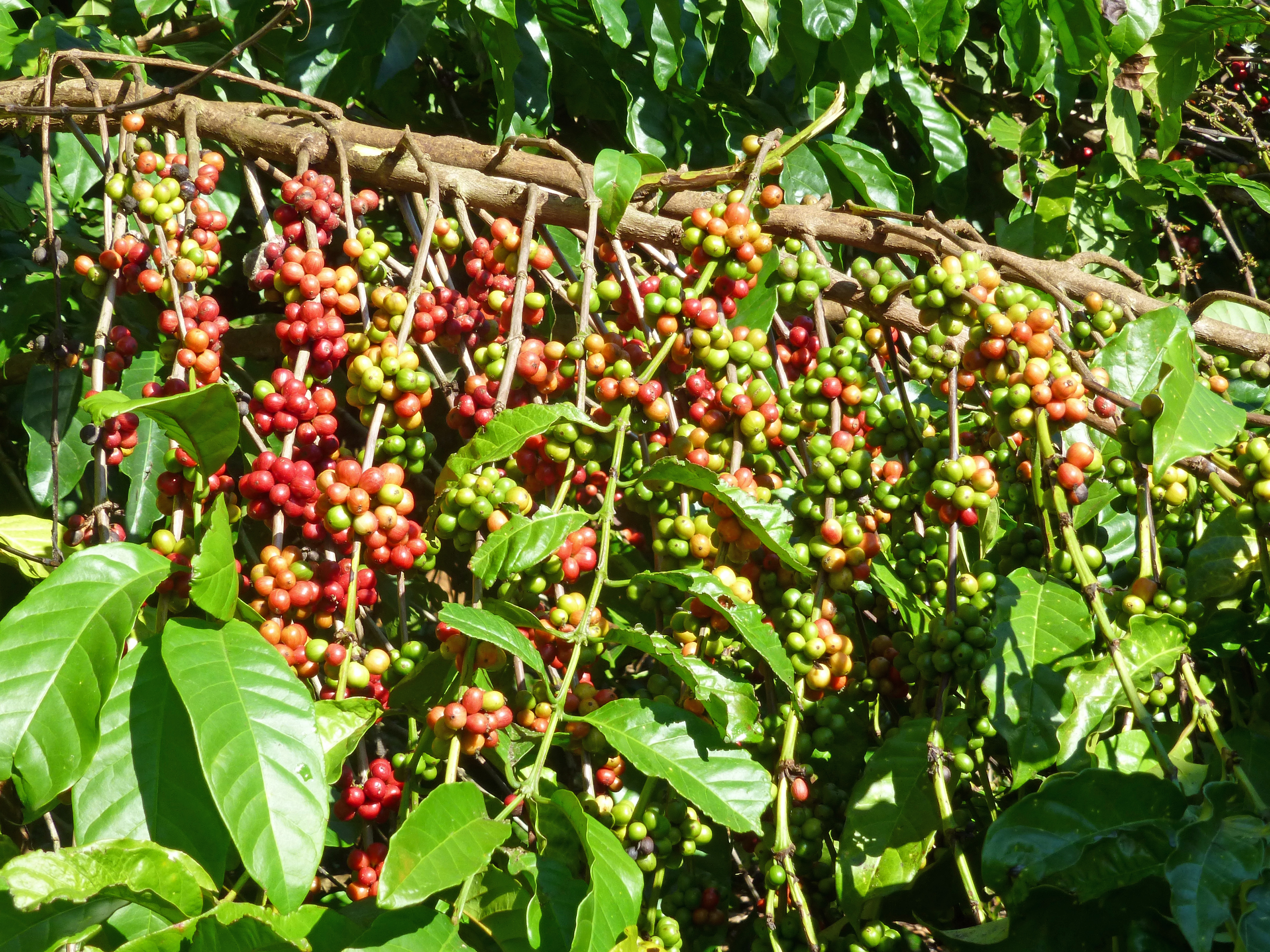
Arabica e Robusta prodotte a Cuba

La caffeicoltura a Cuba è cresciuta e si è sviluppata sin dalla metà del XVIII secolo. Si vide un aumento massivo delle piantagioni grazie all'opera degli agricoltori francesi profughi a seguito della rivoluzione haitiana; le fattorie si estesero dalle pianure occidentali alle vicine catene montuose. La produzione nella parte orientale dell'isola si accrebbe notevolmente durante il XIX secolo e all'inizio del XX.
Al momento della sua massima raccolta, verso la metà del 1950 si esportarono annualmente più di 20.000 tonnellate di chicchi di caffè. A seguito la rivoluzione cubana, con la successiva nazionalizzazione dell'industria caffeicola, la produzione cominciò lentamente ma inesorabilmente a declinare fino a quando non raggiunse il suo minimo storico nel corso della Grande recessione. Dopo aver costituito una parte consistente dell'intero export nazionale, viene a rappresentare un ruolo marginale del commercio estero cubano.
Nel XXI secolo il 92% della produzione viene coltivata nella zona montuosa della Sierra Mestra. Tutto il caffè cubano vine venduto da "Cubaexport", che paga prezzi regolamentati ai coltivatori e ai lavoratori del caffè.

## Storia
José Antonio Gelabert introdusse e piantò per la prima volta la Coffea nella Capitaneria generale di Cuba al più tardi nel 1748. A partire dal 1791 i coloni francesi di Saint-Domingue, in fuga dall'abolizionismo proclamato con l'esplosione della rivoluzione haitiana, introdussero metodologie migliori di coltura. La coltivazione nei territori orientali durante tutto il XIX secolo "ha portato alla creazione di un paesaggio culturale unico, che illustra una tappa significativa nello sviluppo di questa forma di agricoltura".
In quanto regioni caffeicole storiche l'UNESCO ha incluso la provincia di Santiago di Cuba e la Provincia di Guantánamo nel Sudest come Patrimonio dell'umanità nel 2000. Prima dell'entrata in scena di Fidel Castro l'industria caffeicola prosperò; nel 1955 si fece una raccolta di 20.000 tonnellate. L'"espresso cubano" venne venduto a prezzi più elevati rispetto a tutti gli altri paesi sui mercati internazionali, la gran parte esportata in particolare in direzione dei Paesi Bassi e della Germania Ovest.
Dopo il 1959 la coltivazione diminuì drasticamente in gran parte a causa della dissoluzione delle grandi aziende agricole e della mancanza di incentivi fiscali e politici rivolti alle piccole masserie; come conseguenza diretta i produttori cominciarono a mescolare la Coffea arabica con i "piselli tostati". Questa miscela è rimasta un elemento fondamentale durante i lunghi decenni di razionamento, fino a quando il cafè puro non è ritornato sul mercato interno nel 2005. Ma i prezzi in ascesa hanno condotto nuovamente alla scelta della mistura nel 2011.
A partire dal 1962 gli Stati Uniti d'America hanno imposto un embargo su tutte le merci provenienti dal nuovo "Stato comunista"; questo fatto ha danneggiato ulteriormente l'industria caffeicola. Il caffè cubano non ha mai più prevalso nel traffico commerciale USA.
La dissoluzione dell'Unione Sovietica ha prodotto un ulteriore forte calo di produttività, passando da 460.000 sacchi da 60 kg durante il biennio 1989-90 al minimo storico di 7.000 nel 2007-08. Da allora la raccolta è rimbalzata fino a toccare i 100.000 e i 130.000 sacchi annuali, per merito degli investimenti pubblici fatti rifluire nel settore; ma anche grazie alla crescita globale dei prezzi e alla fornitura di attrezzature migliori.

## Produzione
Nel XXI secolo il 92% del caffè del paese è stato coltivato in aree prospicienti ai monti della Sierra Maestra, soprattutto sotto la Canopia forestale. La raccolta avviene da settembre a gennaio, ma in special modo in ottobre e novembre.
L'isola produce sia arabica che Coffea canephora ("robusta"), con la maggior parte della produzione proveniente da piccole fattorie a conduzione familiare. Nel 2003 Cuba ha iniziato l'esportazione di caffè organico sia nell'Unione europea che in Giappone, con più di 4.000 ettari certificati come sedi di alimentazione biologica; concentrati nella parte orientale la zona produce 93 tonnellate annuali che vende a prezzi del 40% più alti rispetto alla varietà standard.
Secondo la FAO il numero totale di ettari in cui viene raccolto il "caffè verde" è sceso da 170.000 nel 1961 a 28.000 nel 2013.

## Distribuzione
Tutto il caffè provienente da Cuba viene esportato da "Cubaexport", che paga un prezzo fissato dal governo ai coltivatori e ai trasformatori industriali. Il Giappone e la Francia sono i principali mercati, in misura minore la Germania, il Regno Unito, il Canada e la Nuova Zelanda.
La distribuzione interna è limitata ad una razione di 2 once ogni 15 giorni per i cittadini residenti.